# فهرست نیروگاه‌ها
این مقاله حاوی فهرست نیروگاه‌ها در سراسر جهان می‌باشد و به ترتیب الفبای لاتین نوشه شده‌است. نیروگاه محلی صنعتی هست که در آن تولید توان الکتریکی صورت می‌گیرد.

## آفریقا
- فهرست نیروگاه‌های الجزایر
- فهرست نیروگاه‌های آنگولا
- فهرست نیروگاه‌های بنین
- فهرست نیروگاه‌های بوتسوانا
- فهرست نیروگاه‌های بورکینافاسو
- فهرست نیروگاه‌های بوروندی
- فهرست نیروگاه‌های کامرون
- فهرست نیروگاه‌های چاد
- فهرست نیروگاه‌های جمهوری دموکراتیک کنگو
- فهرست نیروگاه‌های جیبوتی
- فهرست نیروگاه‌های مصر
- فهرست نیروگاه‌های گینه استوایی
- فهرست نیروگاه‌های اریتره
- فهرست نیروگاه‌های اتیوپی
- فهرست نیروگاه‌های گابن
- فهرست نیروگاه‌های غنا
- فهرست نیروگاه‌های گینه
- فهرست نیروگاه‌های ساحل عاج
- فهرست نیروگاه‌های کنیا
- فهرست نیروگاه‌های لیبریا
- فهرست نیروگاه‌های لیبی
- فهرست نیروگاه‌های مالاوی
- فهرست نیروگاه‌های موریتانی
- فهرست نیروگاه‌های مالی
- فهرست نیروگاه‌های مراکش
- فهرست نیروگاه‌های موزامبیک
- فهرست نیروگاه‌های نامیبیا
- فهرست نیروگاه‌های نیجر
- فهرست نیروگاه‌های نیجریه
- فهرست نیروگاه‌های جمهوری کنگو
- فهرست نیروگاه‌های رواندا
- فهرست نیروگاه‌های سنگال ⋅
- فهرست نیروگاه‌های سیرالئون
- فهرست نیروگاه‌های سومالی
- فهرست نیروگاه‌های آفریقای جنوبی
- فهرست نیروگاه‌های سودان جنوبی
- فهرست نیروگاه‌های سودان
- فهرست نیروگاه‌های اسواتینی
- فهرست نیروگاه‌های تانزانیا
- فهرست نیروگاه‌های تونس
- فهرست نیروگاه‌های توگو
- فهرست نیروگاه‌های اوگاندا
- فهرست نیروگاه‌های زامبیا
- فهرست نیروگاه‌های زیمبابوه

## آسیا
- فهرست نیروگاه‌های افغانستان
- فهرست نیروگاه‌های ارمنستان

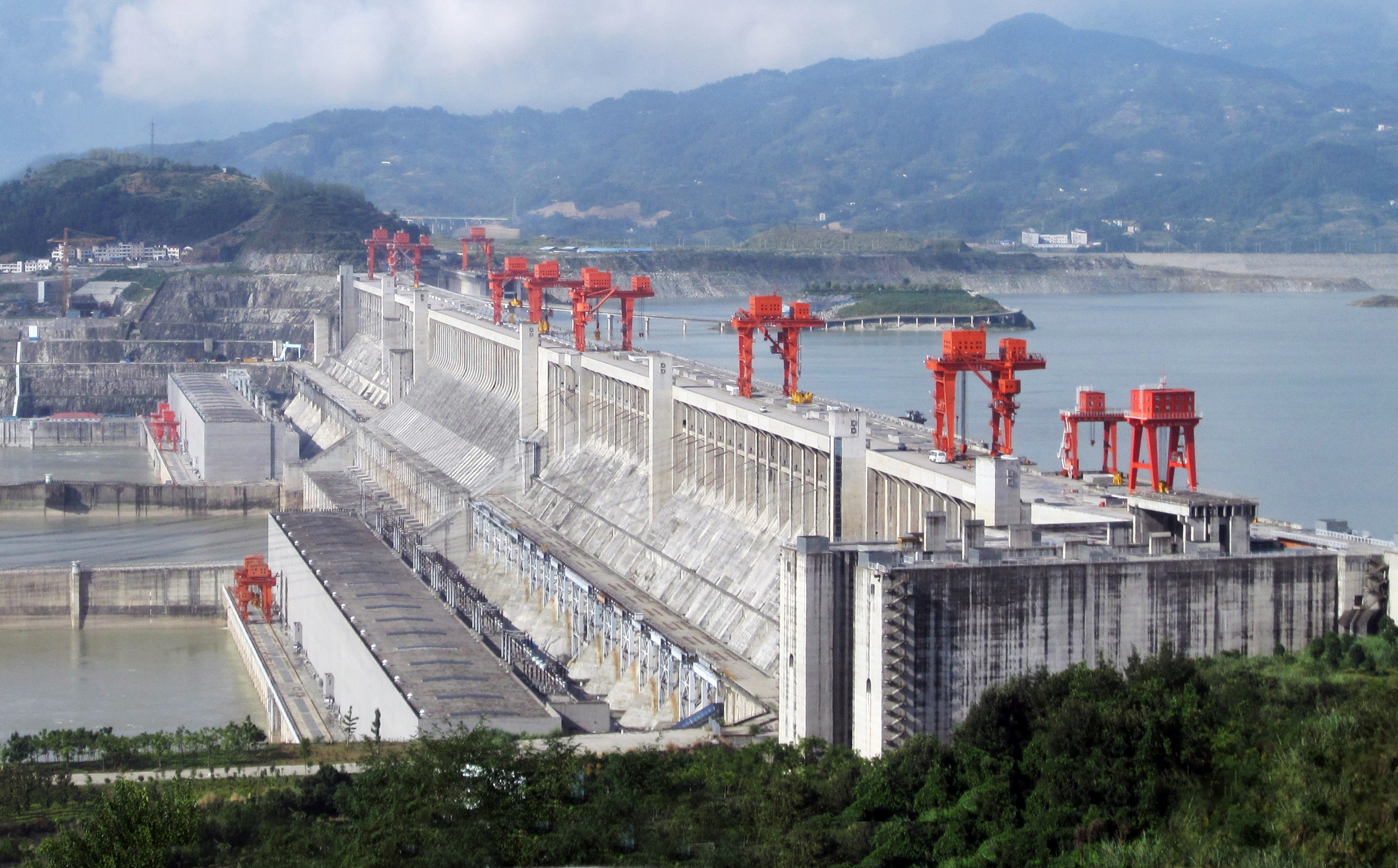
سد سه‌دره in چین, currently the largest hydroelectric power station, and the largest power producing body ever built, at 22,500 وات

- فهرست نیروگاه‌های جمهوری آذربایجان
- فهرست نیروگاه‌های چین
  - فهرست نیروگاه‌های آن‌هوئی
  - فهرست نیروگاه‌های پکن
  - فهرست نیروگاه‌های چونگ‌کینگ
  - فهرست نیروگاه‌های فوجیان
  - فهرست نیروگاه‌های گانسو
  - فهرست نیروگاه‌های گوانگ‌دونگ
  - فهرست نیروگاه‌های گوانگشی
  - فهرست نیروگاه‌های گوئیژو
  - فهرست نیروگاه‌های هاینان
  - فهرست نیروگاه‌های هبئی
  - فهرست نیروگاه‌های هیلونگ‌جیانگ
  - فهرست نیروگاه‌های استان هنان
  - فهرست نیروگاه‌های هنگ کنگ
  - فهرست نیروگاه‌های هوبئی
  - فهرست نیروگاه‌های هونان
  - فهرست نیروگاه‌های مغولستان داخلی
  - فهرست نیروگاه‌های جیانگسو
  - فهرست نیروگاه‌های جیانگشی
  - فهرست نیروگاه‌های جی‌لین
  - فهرست نیروگاه‌های لیائونینگ
  - فهرست نیروگاه‌های ماکائو
  - فهرست نیروگاه‌های نینگ‌شیا
  - فهرست نیروگاه‌های چینگهای
  - فهرست نیروگاه‌های شاآنشی
  - فهرست نیروگاه‌های شاندونگ
  - فهرست نیروگاه‌های شانگهای
  - فهرست نیروگاه‌های شانشی
  - فهرست نیروگاه‌های سیچوآن
  - فهرست نیروگاه‌های تیانجین
  - فهرست نیروگاه‌های the Tibet Autonomous Region
  - فهرست نیروگاه‌های سین‌کیانگ
  - فهرست نیروگاه‌های یون‌نان
  - فهرست نیروگاه‌های چجیانگ
- فهرست نیروگاه‌های جورجیا (ابهام‌زدایی)
- فهرست نیروگاه‌های هند
- فهرست نیروگاه‌های اندونزی
- فهرست نیروگاه‌های ایران
- فهرست نیروگاه‌های عراق
- فهرست نیروگاه‌های اسرائیل
- فهرست نیروگاه‌های ژاپن
- فهرست نیروگاه‌های قزاقستان
- فهرست نیروگاه‌های قرقیزستان
- فهرست نیروگاه‌های مالزی
- فهرست نیروگاه‌های میانمار
- فهرست نیروگاه‌های نپال
- List of power plants in the Philippines]]
- فهرست نیروگاه‌های روسیه
- فهرست نیروگاه‌های کره جنوبی
- فهرست نیروگاه‌های سری‌لانکا
- فهرست نیروگاه‌های سوریه
- فهرست نیروگاه‌های تایوان
- فهرست نیروگاه‌های تایلند
- فهرست نیروگاه‌های ترکیه
- فهرست نیروگاه‌های ویتنام

## اروپا
- فهرست نیروگاه‌های آلبانی
- فهرست نیروگاه‌های ارمنستان
- فهرست نیروگاه‌های اتریش
- فهرست نیروگاه‌های بلژیک
- فهرست نیروگاه‌های بوسنی و هرزگوین
- فهرست نیروگاه‌های بلغارستان
- فهرست نیروگاه‌های کرواسی
- فهرست نیروگاه‌های جمهوری چک
- فهرست نیروگاه‌های دانمارک
- فهرست نیروگاه‌های فنلاند
- فهرست نیروگاه‌های فرانسه
- فهرست نیروگاه‌های آلمان
- فهرست نیروگاه‌های یونان
- فهرست نیروگاه‌های مجارستان
- فهرست نیروگاه‌های ایسلند
- فهرست نیروگاه‌های جمهوری ایرلند
- فهرست نیروگاه‌های ایتالیا
- فهرست نیروگاه‌های لتونی
- فهرست نیروگاه‌های لیتوانی
- فهرست نیروگاه‌های مونته‌نگرو
- فهرست نیروگاه‌های هلند
- فهرست نیروگاه‌های مقدونیه شمالی
- فهرست نیروگاه‌های نروژ
- فهرست نیروگاه‌های لهستان
- فهرست نیروگاه‌های پرتغال
- فهرست نیروگاه‌های رومانی
- فهرست نیروگاه‌های روسیه
- فهرست نیروگاه‌های صربستان
- فهرست نیروگاه‌های اسلواکی
- فهرست نیروگاه‌های اسلوونی
- فهرست نیروگاه‌های اسپانیا
- فهرست نیروگاه‌های سوئد
- فهرست نیروگاه‌های سوئیس
- فهرست نیروگاه‌های اوکراین
- Lists of power stations in the United Kingdom]]
  - فهرست نیروگاه‌های انگلستان
  - فهرست نیروگاه‌های ایرلند شمالی
  - فهرست نیروگاه‌های اسکاتلند
  - فهرست نیروگاه‌های ولز
  - فهرست نیروگاه‌های the British Crown Dependencies

## آمریکای شمالی
- فهرست نیروگاه‌های کانادا
  - فهرست نیروگاه‌های آلبرتا
  - فهرست نیروگاه‌های بریتیش کلمبیا
  - فهرست نیروگاه‌های منیتوبا
  - فهرست نیروگاه‌های نیوبرانزویک
  - فهرست نیروگاه‌های نیوفاندلند و لابرادور
  - فهرست نیروگاه‌های قلمروهای شمال غرب
  - فهرست نیروگاه‌های نوا اسکوشیا
  - فهرست نیروگاه‌های نوناووت
  - فهرست نیروگاه‌های انتاریو
  - فهرست نیروگاه‌های جزیره پرنس ادوارد
  - فهرست نیروگاه‌های استان کبک
  - فهرست نیروگاه‌های ساسکاچوان
  - فهرست نیروگاه‌های یوکان
- فهرست نیروگاه‌های کاستاریکا
- List of hydroelectric power stations in Guatemala]]
- فهرست نیروگاه‌های مکزیک
- فهرست نیروگاه‌های پاناما
- فهرست نیروگاه‌های ایالات متحده آمریکا
  - فهرست نیروگاه‌های آریزونا
  - فهرست نیروگاه‌های کالیفرنیا
  - فهرست نیروگاه‌های فلوریدا
  - فهرست نیروگاه‌های جورجیا
  - فهرست نیروگاه‌های ایندیانا
  - فهرست نیروگاه‌های ایلینوی
  - فهرست نیروگاه‌های میشیگان
  - فهرست نیروگاه‌های نوادا
  - فهرست نیروگاه‌های نیوجرسی
  - فهرست نیروگاه‌های نیومکزیکو
  - فهرست نیروگاه‌های نیویورک (ابهام‌زدایی)
  - فهرست نیروگاه‌های اورگن
  - فهرست نیروگاه‌های پنسیلوانیا
  - فهرست نیروگاه‌های کارولینای جنوبی
  - فهرست نیروگاه‌های داکوتای جنوبی
  - فهرست نیروگاه‌های تگزاس
  - فهرست نیروگاه‌های ویرجینیا
  - فهرست نیروگاه‌های واشینگتن
  - فهرست نیروگاه‌های ویسکانسین
  - List of wind farms in the United States]]

## اقیانوسیه
- فهرست نیروگاه‌های استرالیا
  - فهرست نیروگاه‌های نیو ساوت ولز
  - فهرست نیروگاه‌های کوئینزلند
  - فهرست نیروگاه‌های استرالیای جنوبی
  - فهرست نیروگاه‌های تاسمانی
  - فهرست نیروگاه‌های ویکتوریا (استرالیا)
  - فهرست نیروگاه‌های استرالیای غربی
  - List of proposed power stations in Australia]]
- فهرست نیروگاه‌های نیوزیلند

## آمریکای جنوبی
- فهرست نیروگاه‌های آرژانتین
- فهرست نیروگاه‌های بولیوی
- فهرست نیروگاه‌های برزیل
- فهرست نیروگاه‌های شیلی
- فهرست نیروگاه‌های کلمبیا
- فهرست نیروگاه‌های اکوادور
- فهرست نیروگاه‌های سورینام
- فهرست نیروگاه‌های پاراگوئه
- فهرست نیروگاه‌های پرو
- فهرست نیروگاه‌های اروگوئه
- فهرست نیروگاه‌های ونزوئلا